# Weber-Stephen Products
Weber-Stephen Products, of kortweg Weber is een Amerikaans producent van houtskool-, gas- en elektrische grills en barbecues. Het bedrijf werd opgericht in 1893 in Palatine in Illinois en later overgenomen door George Stephen.
In 1952 werd een houtskoolgrill op de markt gebracht die snel populair werd. Maar de open bovenkant zorgde voor problemen: regen en wind doofden het vuur, terwijl rook zorgde voor klachten van de buren. Zo kwam men tot de vinding van de ketelgrill: een grill voor buitengebruik met een deksel. Deze vinding bleek erg succesvol en het bedrijf verkoopt zijn producten inmiddels onder de merknaam Weber in meer dan 50 landen.